# Villa Luganese
Villa Luganese is een plaats en voormalige gemeente in het Zwitserse kanton Ticino, en maakt deel uit van het district Lugano.
Villa Luganese telt 539 inwoners.
Op 20 april 2008 ging de gemeente op in Lugano.